# 五街道
五街道，是日本江戶時代以江戶（今 東京都）為起點的五條陸上交通要道，亦是當時代表全日本的總稱。這五街道分別如下：
- 東海道－ 日本橋（江戶）～三条大橋（京都），1624年完成
- 日光街道－日本橋（江戶）～日光坊中（下野國，今 栃木縣日光市），1636年完成
- 奧州街道－宇都宮 ～白川（陸奥國，今 福島縣白河市），1646年完成
- 中山道－日本橋（江戶）～草津宿（近江國，今 滋賀縣草津市），1694年完成
- 甲州街道－日本橋（江戸）～下諏訪宿（信濃國，今 長野縣諏訪郡），1772年完成

## 參看
- 江戶時代
- 五畿七道